# IMSA WeatherTech SportsCar Championship
Die IMSA WeatherTech SportsCar Championship ist eine 2013 gegründete Sportwagen-Serie in den Vereinigten Staaten und Kanada. Gemäß einer Sponsorenvereinbarung lautet der offizielle Name zurzeit IMSA WeatherTech SportsCar Championship (IWSC). Die Serie wird von der International Motor Sports Association ausgerichtet. Im Rahmen der IWSC werden auch der Michelin Endurance Cup und WeatherTech Sprint Cup ausgetragen (siehe unten). Die erste Saison der Serie fand 2014 statt. Von 2014 bis 2015 war die Serie unter dem Namen Tudor United SportsCar Championship bekannt.

## Geschichte
Die Serie entstand aus dem Zusammenschluss der American Le Mans Series und der Rolex Sports Car Series und bildet damit die höchste amerikanische Sportwagenserie. Beide Vorgängerserien waren nach dem Ende der IMSA GT-Meisterschaft entstanden.
Der Vereinigung zu einer neuen Serie wurde am 5. September 2012 bekanntgegeben, am 14. März 2013 wurden der Name und die Klassenstruktur der vereinigten Serie bekanntgegeben. Am 19. Juli 2013 wurde ein Update der Klassenstruktur bekanntgegeben, bei dem die GX-Klasse in die GTD-Klasse eingruppiert wurde. Die Serie hat auch weiterhin eine Partnerschaft mit dem Automobile Club de l’Ouest, dem Ausrichter des 24-Stunden-Rennen von Le Mans. Ausrichter der IWSC ist die International Motor Sports Association, die vorher die ALMS ausrichtete.
Mit Veröffentlichung des Titelsponsors am 12. September 2013 gab die IMSA bekannt, dass die Serie nicht wie zunächst geplant unter dem Namen United SportsCar Racing, sondern unter dem Namen United SportsCar Championship debütieren wird. Titelsponsor bis zum Ende der Saison 2015 war die Uhrenmarke Tudor.
Am 8. August 2015 gab IMSA bekannt, dass der Titelsponsor ab der Saison 2016 das im Autozubehör aktive Unternehmen WeatherTech sein wird. Der Name der Serie wurde daraufhin in IMSA WeatherTech SportsCar Championship geändert.

## Reglement

### Klassenstruktur (2024)
Mit Beginn der Saison 2024 erfuhr die erst 2022 geänderte Struktur erneut einige Anpassungen:
- GTP (Grand Touring Prototype): Höchste Klasse der Serie, Fahrzeuge nach dem Reglement der LMDh und LMH. Erste Saison 2023. 2024 sind mit Acura, BMW, Cadillac, Porsche und Lamborghini fünf Hersteller vertreten. Der Name GTP ist eine Reminiszenz an die GTP Klasse der IMSA-GT-Meisterschaft. Das Reglement nutzt die gleiche Basis wie die Hypercar Klasse in der WEC der FIA. Somit nutzen die beiden größten Langstrecken Serien weltweit zum ersten Mal in ihrer Geschichte ein gleiches technisches Reglement.
- LMP2 (Le Mans Prototype 2): Fahrzeugklasse nach dem Reglement des ACO. Chassis kann aus vier Herstellern gewählt werden: Dallara, Ligier, Oreca oder Riley Technologies. Aktuell nutzen, bis auf eine Ausnahme, alle Teams ein Chassis von Oreca. Als Motor wird ein Einheitsmotor von Gibson verwendet. Es ist die Verpflichtung eines Fahrer der Amateur Kategorie Bronze Pflicht[7].
- GTD Pro (GT Daytona Pro): Klasse nach dem FIA GT3 Reglement mit professioneller Fahrerbesetzung und Ausrichtung auf Werksteams bzw. werksunterstützte Teams.
- GTD (GT Daytona): Klasse nach dem FIA GT3 Reglement mit halbprofessioneller Fahrerbesetzung. Hier ist die Verpflichtung eines Silber- oder Bronzefahrers Pflicht[7].

Die LMP3 Kategorie wird ersatzlos aufgrund des gestiegenen Teilnehmerfeldes in der GTP-Klasse gestrichen.

### Klassenstruktur (2022)
Zur Saison 2022 sah die Klassenstruktur der IMSA wie folgt aus:
- Daytona Prototype International (DPi): Seit der Saison 2019 treten die Daytona Prototypen und LMP2-Fahrzeuge in unterschiedlichen Klassen an. In der DPi-Klasse starten 2022 Fahrzeuge der Marken Cadillac und Acura.
- Le Mans Prototype 2 (LMP2): In dieser Klassen können Chassis der Hersteller Dallara, Ligier, Oreca oder Riley Technologies eingesetzt werden. Im Gegensatz zur DPi-Klasse müssen in der LMP2 Klasse Pro-Am Fahrerpaarungen eingesetzt werden, was bedeutet, dass zumindest einer der Fahrer als Bronze eingestuft sein muss.
- Le Mans Prototype 3 (LMP3): Seit der Saison 2021 sind auch LMP3-Fahrzeuge in der IMSA einsetzbar. Chassis-Hersteller sind unter anderem Ligier oder Norma, die Motoren werden einheitlich von Nissan hergestellt. Ähnlich wie in der LMP2 muss auch in dieser Klasse zumindest einer der Fahrer als Bronze eingestuft sein oder ein Silver Fahrer jünger als 30 sein. Außerdem darf jede Fahrerpaarung maximal einen Gold-Fahrer beinhalten, Fahrer mit Platin-Einstufung sind jedoch untersagt.
- GT Daytona Pro (GTD Pro): Ab der Saison 2022 wurde die GTLM Klasse, welche mit GTE-Fahrzeugen ausgetragen wurde, durch die GTD Pro ersetzt. Grund war der Rückgang an Teams, welche bereit waren GTE-Fahrzeuge einzusetzen. Da das GT3-Reglement eine größere Auswahl an Fahrzeugen bietet und obendrein auch noch billiger ist entschied man sich diese Fahrzeuge als Ersatz zu wählen.
- GT Daytona (GTD): In dieser Kategorie werden dieselben Fahrzeuge wie in der GTD Pro eingesetzt, der einzige Unterschied zur GTD Pro sind die Fahrerpaarungen. Maximal ein Gold oder Platin-Fahrer pro Fahrerpaarung ist erlaubt, ausgenommen sind die 24-Stunden-Rennen von Daytona, bei denen ein Platin- und ein Gold-Fahrer oder zwei Gold-Fahrer erlaubt sind.

### Klassenstruktur (veraltet)
Die IWSC vereinigte die Klassen aus den beiden vorherigen Serien:
- Prototype Class (P): In dieser Klasse wurde die ehemalige ALMS-Klasse LMP2 sowie die Daytona Prototype-Klasse aus der Rolex Sports Car Series vereinigt. Außerdem trat der DeltaWing, welcher zuvor ein LMP1 Fahrzeug war, in dieser Klasse an.

- Prototype Challenge (PC): Diese Klasse wurde analog der aktuellen ALMS-Klasse gleichen Namens fortgeführt.

- Gran Turismo Le Mans (GTLM): Diese Klasse wurde analog der aktuellen GT-Klasse der ALMS fortgeführt.

- Gran Turismo Daytona (GTD): In dieser Klasse waren Fahrzeuge nach dem internationalen GT3-Reglement startberechtigt.[10]

Die bisherige LMP1-Klasse der ALMS wurde ersatzlos gestrichen.
In der Prototype Class wurden bis einschließlich der Saison 2016 weiterhin LMP2-Autos und DP-Autos nach dem damals neuen Reglement eingesetzt. Ab 2017 gab ein neues technisches Reglement für LMP2-Autos, welches dann die einzige technische Grundlage für die Prototype Class bildete.
In der GTD-Klasse waren von 2014 bis 2015 zunächst Fahrzeuge aus den ehemaligen Klassen GTC (ALMS) sowie GT und GX (Grand Am) zusammengeführt worden.

### Technisches Reglement

#### Reifen
Alle Klassen werden von Michelin ausgestattet. Die letzte Klasse mit offenem Reifenreglement war die GTLM. Die in der Saison 2022 eingeführte GTD Pro wird nun auch durch Michelin bereift.

### Sportliches Reglement

#### Punkte und Titel
Alle Rennen einer Saison werden nach dem gleichen Punktesystem bewertet. Dabei gelten folgende Punkte:

##### Rennen
| Platz  | 1.  | 2.  | 3.  | 4.  | 5.  | 6.  | 7.  | 8.  | 9.  | 10. | 11. | 12. | 13. | 14. | 15. | 16. | 17. | 18. | 19. | 20. | 21. | 22. | 23. | 24. | 25. | 26. | 27. | 28. | 29. | 30.+ |
| ------ | --- | --- | --- | --- | --- | --- | --- | --- | --- | --- | --- | --- | --- | --- | --- | --- | --- | --- | --- | --- | --- | --- | --- | --- | --- | --- | --- | --- | --- | ---- |
| Punkte | 350 | 320 | 300 | 280 | 260 | 250 | 240 | 230 | 220 | 210 | 200 | 190 | 180 | 170 | 160 | 150 | 140 | 130 | 120 | 110 | 100 | 90  | 80  | 70  | 60  | 50  | 40  | 30  | 20  | 10   |

##### Qualifying
| Platz  | 1. | 2. | 3. | 4. | 5. | 6. | 7. | 8. | 9. | 10. | 11. | 12. | 13. | 14. | 15. | 16. | 17. | 18. | 19. | 20. | 21. | 22. | 23. | 24. | 25. | 26. | 27. | 28. | 29. | 30.+ |
| ------ | -- | -- | -- | -- | -- | -- | -- | -- | -- | --- | --- | --- | --- | --- | --- | --- | --- | --- | --- | --- | --- | --- | --- | --- | --- | --- | --- | --- | --- | ---- |
| Punkte | 35 | 32 | 30 | 28 | 26 | 25 | 24 | 23 | 22 | 21  | 20  | 19  | 18  | 17  | 16  | 15  | 14  | 13  | 12  | 11  | 10  | 9   | 8   | 7   | 6   | 5   | 4   | 3   | 2   | 1    |

Jeder Fahrer eines Fahrzeuges erhält einen Punkt (=wie letztplatzierter) sowie sie die Startlinie überqueren. Wie im amerikanischen Sportwagensport üblich, muss ein Fahrzeug mindestens 70 % der Rennlänge absolvieren um in der Endwertung klassifiziert zu werden und weitere Punkte zu erhalten. Ein überqueren der Ziellinie ist hierzu nicht erforderlich. Um in den Amateur-Klassen sowie den Trueman/Akin Trophäen über den Startpunkt hinaus Punkte für die Fahrerwertung zu erhalten, müssen die Amateur-Fahrer eines Fahrzeugs außerdem die minimalen Fahrzeiten einhalten. Jeder Fahrer kann in maximal zwei Fahrzeugen, jedoch nur aus verschiedenen Klassen, Punkte erzielen, solange er die Mindestfahrzeiten je Fahrzeug sowie die maximale Fahrzeit im gesamten Rennen einhält.
Die Teamwertung wird je genanntes Fahrzeug gewertet. Somit kann ein Team mit mehreren Fahrzeugen in der Teamwertung aufgeführt werden. Jedes Fahrzeug, das die Startlinie überquert, bekommt automatisch einen Punkt (=wie letztplatzierter). Der Meister wird das Fahrzeug, welches die meisten Start- und Zielpunkte in der Saison gesammelt hat. Für jedes Team dürfen maximal zwei Fahrzeuge starten.
In jeder Klasse werden Titel für den besten Fahrer und das beste Fahrzeug vergeben. Außerdem werden in der P-Klasse Titel für den besten Motoren-Hersteller sowie in der GTLM-Klasse Titel für den besten Fahrzeug- und Reifen-Hersteller vergeben.
Zur Saison 2015 wurden zusätzlich eine Jim Trueman und eine Bob Akin Trophäe ausgeschrieben. Die Trueman-Trophäe wird an den besten Amateur-Fahrer aus der Prototypen-Klasse vergeben, die Akin-Tropäe an den besten Amateur-Fahrer aus der GTLM-Klasse vergeben. Dazu muss ein Fahrer als Silber oder Bronze eingestuft sein und darf seinen Lebensunterhalt nicht hauptsächlich mit Motorsport verdienen. Die Punkte errechnen sich aus der Endposition des Fahrzeugs in der jeweiligen Klasse sowie den gefahrenen Runden des Fahrers. Dabei werden die Punkte für die Position mit 10 multipliziert und die gefahrenen Runden addiert. Zusätzlich bekommt der Fahrer, welche die meisten Runden in seiner Klasse absolvierte einen Zusatzpunkt.
Neben einer Trophäe für den siegreichen Fahrer am Ende der Saison bekommt das Team, in welchem der Fahrer antrat, zur folgenden Saison eine Einladung zum 24-Stunden-Rennen von Le Mans.

#### Fahrerpaarungen / Fahrzeiten
Für die PC- und die GTD-Klasse ist eine Kombination aus Profis und Amateuren (Pro/Am Konzept) vorgeschrieben. Als Profi sind Fahrer aus den Kategorien Gold und Platinum angesehen, Amateure sind Fahrer aus den Kategorien Silber und Bronze. Die Einteilung der Fahrer wird aus dem FIA-System (The FIA Driver Categorization) zur Klassifizierung der Fahrer übernommen. Sollten zwei oder drei Fahrer in einem der Pro/Am Autos genannt sein, so darf nur einer der Fahrer ein Profi sein. Sollten mehr Fahrer genannt sein, so dürfen es zwei Profi-Fahrer sein.
Je nach Rennlänge sind außerdem unterschiedliche minimal und maximal Fahrzeiten vorgeschrieben. Die minimalen Fahrzeiten gelten seit 2015 jedoch nur noch für die Amateur-Fahrer:
| Rennlänge | min. Fahrer | max. Fahrer | min. Fahrzeit | max. Fahrzeit |
| --------- | ----------- | ----------- | ------------- | ------------- |
| 1:40 h    | 2           | 3           | 35 min        | keine         |
| 2:00 h    | 2           | 3           | 45 min        | keine         |
| 2:40 h    | 2           | 3           | 60 min        | keine         |
| 6:00 h    | 2           | 4           | 90 min        | 240 min       |
| 10:00 h   | 2           | 4           | 150 min       | 420 min       |
| 12:00 h   | 2           | 4           | 180 min       | 480 min       |
| 24:00 h   | 2           | 5           | 270 min       | 840 min       |

#### Boxenstopps
Während eines Boxenstopps dürfen maximal vier Mechaniker in der Boxengasse arbeiten. Zusätzlich dürfen je ein Mechaniker zur Überprüfung (nicht wechsel) der Reifen und Bremsen in der Boxengasse arbeiten. Bei einem Fahrerwechsel dürfen sich die Fahrer gegenseitig beim Aus- und Einsteigen unterstützen. Diese Aufgabe darf auch von einem Mechaniker übernommen, der jedoch nicht zusätzlich zu den oben genannten zu sehen ist.
Für den Reifenwechsel dürfen maximal zwei Schlagschrauber verwendet werden. Das Nachtanken darf auch während des Reifenwechsels geschehen und der Motor darf währenddessen laufen. Besonders dies weicht vom ACO-Reglement des 24-Stunden-Rennens von Le Mans ab und entspricht dem ehemaligen Grand-Am Reglement.

#### Rennstart
Seit der Saison 2015 gibt es getrennte Starts für die beiden Prototypen- und die beiden GT-Klassen. Dazu wird ein zweites Safety Car für das Feld der GT-Fahrzeuge eingesetzt und der Start kurz nach dem der Prototypen freigegeben.

## Kalender
Der Kalender für die erste Saison sah zwölf Rennen vor und war zusammengestellt aus Events, welche in vorangegangenen Saisons entweder in der Rolex Sports Car Series oder in der American Le Mans Series ausgetragen wurde. Neue Events wurden absichtlich nicht aufgenommen. Durch die Zusammenführung der beiden Serien waren zum ersten Mal seit 1997 die beiden klassischen, nordamerikanischen Langstreckenrennen, das 24-Stunden-Rennen von Daytona sowie das 12-Stunden-Rennen von Sebring, wieder in einer Serie vereinigt.
In den folgenden Jahren wurden nur leichte Anpassungen am Kalender vorgenommen. Die meisten Rennen sind seit der Gründung der Rennserie in jedem Jahr veranstaltet worden. Dazu zählen die beiden Langstreckenrennen in Daytona und Sebring, die Rennen in Long Beach, Laguna Seca und auf dem Virginia International Raceway, das Rennen in Watkins Glen, veranstaltet unter dem Namen „Six hours of the Glen“ und die beiden Rennen Road America und  Road Atlanta, letzteres veranstaltet unter dem Namen Petit Le Mans. Einige Rennen wurden nur einige Male veranstaltet, wie zum Beispiel das Rennen auf dem Circuit of The Americas (2014–2017), wieder andere wurden nach längerer Pause wieder in den Kalender aufgenommen, beispielsweise das Rennen auf dem Indianapolis Motor Speedway (2014, 2023–2024), hier wurde als Besonderheit jedoch auch das Rennformat geändert, von 2:40h im Jahr 2023 auf 6h im Jahr 2024.

### Evolution des Kalenders (Stand 2024)
| Strecke        | Jahr(e)                    | Tot. | Rennlänge |
| -------------- | -------------------------- | ---- | --------- |
| Daytona        | 2014–2024                  | 11   | 24:00 h   |
| Sebring        | 2014–2024                  | 11   | 12:00 h   |
| Long Beach     | 2014–2019, 2021–2024       | 10   | 1:40 h    |
| Laguna Seca    | 2014–2024                  | 11   | 2:40 h    |
| Belle Isle     | 2014–2019, 2021–2022, 2024 | 9    | 1:40 h    |
| Kansas         | 2014                       | 1    |           |
| Watkins Glen   | 2014–2019, 2021–2024       | 10   | 6:00 h    |
| CTMP           | 2014–2019, 2022–2024       | 9    | 2:40 h    |
| Indianapolis   | 2014, 2023–2024            | 3    | 6:00 h    |
| Road America   | 2014–2024                  | 11   | 2:40 h    |
| VIR            | 2014–2024                  | 11   | 2:40 h    |
| CoTA           | 2014–2017                  | 4    |           |
| Road Atlanta   | 2014–2024                  | 11   | 10:00 h   |
| Lime Rock Park | 2015–2019, 2021–2023       | 8    |           |
| Mid-Ohio       | 2018–2022                  | 5    |           |
| Charlotte      | 2020                       | 1    |           |

Eine Besonderheit der IMSA ist, dass nicht alle Klassen jedes Rennen bestreiten. Bei den Rennen die zum Michelin Endurance Cup gehören sind alle Klassen dabei, bei den Runden des Sprint Cups kann es vorkommen, dass einige Klassen nicht zum Einsatz kommen. Häufig liegt dies am vorhandenen Platz auf der Strecke und der Anzahl der Garagen in der Boxengasse.

## Meister

### Fahrer und Teams
| United SportsCar Championship           | United SportsCar Championship              | United SportsCar Championship    | United SportsCar Championship | United SportsCar Championship              | United SportsCar Championship      |
| Jahr                                    | P Teamwertung                              | PC Teamwertung                   | GTLM Teamwertung              | GTD Teamwertung                            |                                    |
| Jahr                                    | P Fahrerwertung                            | PC Fahrerwertung                 | GTLM Fahrerwertung            | GTD Fahrerwertung                          |                                    |
| --------------------------------------- | ------------------------------------------ | -------------------------------- | ----------------------------- | ------------------------------------------ | ---------------------------------- |
| 2014                                    | #5 Action Express Racing                   | #54 CORE Autosport               | #93 SRT Motorsports           | #94 Turner Motorsport                      |                                    |
| 2014                                    | João Barbosa Christian Fittipaldi          | Jon Bennett Colin Braun          | Kuno Wittmer                  | Dane Cameron                               |                                    |
| 2015                                    | #5 Action Express Racing                   | #54 CORE Autosport               | #911 Porsche North America    | #63 Scuderia Corse                         |                                    |
| 2015                                    | João Barbosa Christian Fittipaldi          | Jon Bennett Colin Braun          | Patrick Pilet                 | Townsend Bell Bill Sweedler                |                                    |
| IMSA WeatherTech SportsCar Championship |                                            |                                  |                               |                                            |                                    |
| Jahr                                    | P Teamwertung                              | PC Teamwertung                   | GTLM Teamwertung              | GTD Teamwertung                            |                                    |
| Jahr                                    | P Fahrerwertung                            | PC Fahrerwertung                 | GTLM Fahrerwertung            | GTD Fahrerwertung                          |                                    |
| 2016                                    | #31 Action Express Racing                  | #8 Starworks Motorsport          | #4 Corvette Racing            | #63 Scuderia Corse                         |                                    |
| 2016                                    | Dane Cameron Eric Curran                   | Alex Popow Renger van der Zande  | Oliver Gavin Tommy Milner     | Alessandro Balzan Christina Nielsen        |                                    |
| 2017                                    | #10 Wayne Taylor Racing                    | #38 Performance Tech Motorsports | #3 Corvette Racing            | #63 Scuderia Corse                         |                                    |
| 2017                                    | Jordan Taylor Ricky Taylor                 | James French Patricio O’Ward     | Antonio García Jan Magnussen  | Alessandro Balzan Christina Nielsen        |                                    |
| 2018                                    | #31 Whelen Engineering Racing              | nicht ausgeschrieben             | #3 Corvette Racing            | #48 Paul Miller Racing                     |                                    |
| 2018                                    | Eric Curran Felipe Nasr                    | nicht ausgeschrieben             | Antonio García Jan Magnussen  | Bryan Sellers Madison Snow                 |                                    |
| Jahr                                    | DPi Teamwertung                            | LMP2 Teamwertung                 | GTLM Teamwertung              | GTD Teamwertung                            |                                    |
| Jahr                                    | DPi Fahrerwertung                          | LMP2 Fahrerwertung               | GTLM Fahrerwertung            | GTD Fahrerwertung                          |                                    |
| 2019                                    | #6 Acura Team Penske                       | #52 PR1/Mathiasen Motorsports    | #912 Porsche GT Team          | #86 Meyer Shank Racing with Curb-Agajanian |                                    |
| 2019                                    | Dane Cameron Juan Pablo Montoya            | Matt McMurry                     | Earl Bamber Laurens Vanthoor  | Mario Farnbacher Trent Hindman             |                                    |
| 2020                                    | #7 Acura Team Penske                       | #52 PR1/Mathiasen Motorsports    | #3 Corvette Racing            | #86 Meyer Shank Racing with Curb-Agajanian |                                    |
| 2020                                    | Ricky Taylor Hélio Castroneves             | Patrick Kelly                    | Antonio García Jordan Taylor  | Mario Farnbacher Matt McMurry              |                                    |
| Jahr                                    | DPi Teamwertung                            | LMP2 Teamwertung                 | LMP3 Teamwertung              | GTLM Teamwertung                           | GTD Teamwertung                    |
| Jahr                                    | DPi Fahrerwertung                          | LMP2 Fahrerwertung               | LMP3 Fahrerwertung            | GTLM Fahrerwertung                         | GTD Fahrerwertung                  |
| 2021                                    | #31 Whelen Engineering Racing              | #52 PR1/Mathiasen Motorsports    | #74 Riley Motorsports         | #3 Corvette Racing                         | #9 Pfaff Motorsports               |
| 2021                                    | Pipo Derani Felipe Nasr                    | Ben Keating Mikkel Jensen        | Gar Robinson                  | Antonio García Jordan Taylor               | Zacharie Robichon Laurens Vanthoor |
| Jahr                                    | DPi Teamwertung                            | LMP2 Teamwertung                 | LMP3 Teamwertung              | GTD Pro Teamwertung                        | GTD Teamwertung                    |
| Jahr                                    | DPi Fahrerwertung                          | LMP2 Fahrerwertung               | LMP3 Fahrerwertung            | GTD Pro Fahrerwertung                      | GTD Fahrerwertung                  |
| 2022                                    | #60 Meyer Shank Racing with Curb-Agajanian | #8 Tower Motorsport              | #54 CORE Autosport            | #9 Pfaff Motorsports                       | #27 Heart of Racing Team           |
| 2022                                    | Oliver Jarvis Tom Blomqvist                | John Farano                      | Colin Braun Jon Bennett       | Mathieu Jaminet Matt Campbell              | Roman de Angelis                   |

### Hersteller
| United SportsCar Championship           | United SportsCar Championship | United SportsCar Championship | United SportsCar Championship |
| Jahr                                    | P                             | GTLM                          | GTD                           |
| --------------------------------------- | ----------------------------- | ----------------------------- | ----------------------------- |
| 2014                                    | Chevrolet                     | Porsche                       | Porsche                       |
| 2015                                    | Chevrolet                     | Porsche                       | Ferrari                       |
| IMSA WeatherTech SportsCar Championship |                               |                               |                               |
| Jahr                                    | P                             | GTLM                          | GTD                           |
| 2016                                    | Chevrolet                     | Chevrolet                     | Audi                          |
| 2017                                    | Cadillac                      | Chevrolet                     | Ferrari                       |
| 2018                                    | Cadillac                      | Ford                          | Lamborghini                   |
| Jahr                                    | DPi                           | GTLM                          | GTD                           |
| 2019                                    | Acura                         | Porsche                       | Lamborghini                   |
| 2020                                    | Acura                         | Chevrolet                     | Acura                         |
| 2021                                    | Cadillac                      | Chevrolet                     | Porsche                       |
| Jahr                                    | DPi                           | GTD Pro                       | GTD                           |
| 2022                                    | Acura                         | Porsche                       | BMW                           |

## Michelin Endurance Cup (MEC)
Von 2014 bis 2018 hieß diese Wertung North American Endurance Cup (NAEC) und wurde von der Grand Am übernommen, dort als North American Endurance Championship bekannt. Gemäß dem Sponsorenvertrag hieß der offizielle Name Tequila Patrón North American Endurance Cup, der Sponsor war vorher als Titelsponsor der ALMS aktiv.
Die Sonderwertung umfasst alle Langstreckenrennen der Saison in einer eigenen Wertung. Für diese Rennen werden in der Regel weitere Fahrer zu den Stammbesetzungen der Teams verpflichtet, außerdem gibt es einzelne Teams, die nur in den Langstreckenrennen antreten.
Die Punkte werden an Fahrer, Teams und Hersteller vergeben. Dabei geht in die Team- und Hersteller-Wertung jeweils nur das beste Fahrzeug ein. Das Punktesystem ist abweichend von den IWSC-Regeln:
| Platz  | 1. | 2. | 3. | 4.+ |
| ------ | -- | -- | -- | --- |
| Punkte | 5  | 4  | 3  | 2   |

Die Punkte werden nicht nur am Ende der Rennen vergeben, sondern auch an vorher definierten Zwischenständen der Rennen. Dabei wird bei der Anzahl der Punkte keine Unterscheidung in Zwischenwertung und Endwertung gemacht.
| Rennen                  | Wertungen nach | Wertungen nach | Wertungen nach | Wertungen nach |
| ----------------------- | -------------- | -------------- | -------------- | -------------- |
| 24 at Daytona           | 6h             | 12h            | 18h            | 24h            |
| Twelve Hours of Sebring | 4h             | 8h             | 12h            |                |
| Six Hours of the Glen   | 3h             | 6h             |                |                |
| Petit Le Mans           | 4h             | 8h             | 10h            |                |

Während in der Grand Am nur Titel für Fahrer und Teams vergeben wurden, gibt es bei der IMSA zusätzlich auch Titel für die Hersteller im MEC.
Außerdem gibt es eigene Preisgelder für die Sieger der Wertungen. 100.000 $ werden an die siegreichen Teams aus den Klassen Prototype und GT Le Mans vergeben, 50.000 $ an die siegreichen Teams der Prototype Challenge und GT Daytona Klassen.

### Meister

#### Fahrer und Teams
| United SportsCar Championship           | United SportsCar Championship                        | United SportsCar Championship               | United SportsCar Championship           | United SportsCar Championship                   | United SportsCar Championship         |
| Jahr                                    | P Teamwertung                                        | PC Teamwertung                              | GTLM Teamwertung                        | GTD Teamwertung                                 |                                       |
| Jahr                                    | P Fahrerwertung                                      | PC Fahrerwertung                            | GTLM Fahrerwertung                      | GTD Fahrerwertung                               |                                       |
| --------------------------------------- | ---------------------------------------------------- | ------------------------------------------- | --------------------------------------- | ----------------------------------------------- | ------------------------------------- |
| 2014                                    | #5 Action Express Racing                             | #54 CORE Autosport                          | #912 Porsche North America              | #555 AIM Autosport                              |                                       |
| 2014                                    | João Barbosa Christian Fittipaldi                    | Jon Bennett Colin Braun James Gue           | Michael Christensen Patrick Long        | Townsend Bell Bill Sweedler                     |                                       |
| 2015                                    | #5 Action Express Racing                             | #52 PR1/Mathiasen Motorsports               | #3 Corvette Racing                      | #93 Riley Motorsports                           |                                       |
| 2015                                    | João Barbosa Christian Fittipaldi                    | Mike Guasch Tom Kimber-Smith Andrew Palmer  | Antonio García Jan Magnussen            | Al Carter Cameron Lawrence                      |                                       |
| IMSA WeatherTech SportsCar Championship |                                                      |                                             |                                         |                                                 |                                       |
| Jahr                                    | P Teamwertung                                        | PC Teamwertung                              | GTLM Teamwertung                        | GTD Teamwertung                                 |                                       |
| Jahr                                    | P Fahrerwertung                                      | PC Fahrerwertung                            | GTLM Fahrerwertung                      | GTD Fahrerwertung                               |                                       |
| 2016                                    | #5 Action Express Racing                             | #52 PR1/Mathiasen Motorsports               | #4 Corvette Racing                      | #44 Magnus Racing                               |                                       |
| 2016                                    | João Barbosa Christian Fittipaldi                    | Robert Alon José Gutiérrez Tom Kimber-Smith | Oliver Gavin Tommy Milner               | Alessandro Balzan Christina Nielsen             |                                       |
| 2017                                    | #5 Mustang Sampling Racing                           | #38 Performance Tech Motorsports            | #911 Porsche GT Team                    | #33 Riley Motorsports – Team AMG                |                                       |
| 2017                                    | Filipe Albuquerque João Barbosa Christian Fittipaldi | James French Kyle Masson Patricio O’Ward    | Patrick Pilet Dirk Werner               | Jeroen Bleekemolen Mario Farnbacher Ben Keating |                                       |
| 2018                                    | #31 Whelen Engineering Racing                        | nicht ausgeschrieben                        | #66 Ford Chip Ganassi Racing            | #33 Mercedes-AMG Team Riley Motorsports         |                                       |
| 2018                                    | Eric Curran Felipe Nasr                              | nicht ausgeschrieben                        | Joey Hand Dirk Müller                   | Jeroen Bleekemolen Ben Keating Luca Stolz       |                                       |
| Jahr                                    | DPi Teamwertung                                      | LMP2 Teamwertung                            | GTLM Teamwertung                        | GTD Teamwertung                                 |                                       |
| Jahr                                    | DPi Fahrerwertung                                    | LMP2 Fahrerwertung                          | GTLM Fahrerwertung                      | GTD Fahrerwertung                               |                                       |
| 2019                                    | #31 Whelen Engineering Racing                        | #38 Performance Tech Motorsports            | #67 Ford Chip Ganassi Racing            | #33 Mercedes-AMG Team Riley Motorsports         |                                       |
| 2019                                    | Pipo Derani Felipe Nasr Eric Curran                  | Cameron Cassels Kyle Masson                 | Ryan Briscoe Richard Westbrook          | Jeroen Bleekemolen Ben Keating Felipe Fraga     |                                       |
| 2020                                    | #10 Konica Minolta Cadillac                          | #52 PR1/Mathiasen Motorsports               | #24 BMW Team RLL                        | #48 Paul Miller Racing                          |                                       |
| 2020                                    | Ryan Briscoe Renger van der Zande                    | Simon Trummer                               | John Edwards Jesse Krohn                | Bryan Sellers Madison Snow Corey Lewis          |                                       |
| Jahr                                    | DPi Teamwertung                                      | LMP2 Teamwertung                            | LMP3 Teamwertung                        | GTLM Teamwertung                                | GTD Teamwertung                       |
| Jahr                                    | DPi Fahrerwertung                                    | LMP2 Fahrerwertung                          | LMP3 Fahrerwertung                      | GTLM Fahrerwertung                              | GTD Fahrerwertung                     |
| 2021                                    | #10 Konica Minolta Acura                             | #52 PR1/Mathiasen Motorsports               | #74 Riley Motorsports                   | #4 Corvette Racing                              | #16 Wright Motorsports                |
| 2021                                    | Alexander Rossi Filipe Albuquerque Ricky Taylor      | Ben Keating Mikkel Jensen Scott Huffaker    | Gar Robinson Scott Andrews              | Tommy Milner Nick Tandy                         | Jan Heylen Patrick Long Trent Hindman |
| Jahr                                    | DPi Teamwertung                                      | LMP2 Teamwertung                            | LMP3 Teamwertung                        | GTD Pro Teamwertung                             | GTD Teamwertung                       |
| Jahr                                    | DPi Fahrerwertung                                    | LMP2 Fahrerwertung                          | LMP3 Fahrerwertung                      | GTD Pro Fahrerwertung                           | GTD Fahrerwertung                     |
| 2022                                    | #60 Meyer Shank Racing with Curb-Agajanian           | #52 PR1 Mathiasen Motorsports               | #74 Riley Motorsports                   | #62 Risi Competizione                           | #70 Inception Racing                  |
| 2022                                    | Oliver Jarvis Tom Blomqvist                          | Ben Keating Mikkel Jensen Scott Huffaker    | Felipe Fraga Gar Robinson Kay van Berlo | Daniel Serra Davide Rigon                       | Brendan Iribe Jordan Pepper           |

#### Hersteller
| United SportsCar Championship           | United SportsCar Championship | United SportsCar Championship | United SportsCar Championship |
| Jahr                                    | P                             | GTLM                          | GTD                           |
| --------------------------------------- | ----------------------------- | ----------------------------- | ----------------------------- |
| 2014                                    | Chevrolet                     | Porsche                       | Ferrari                       |
| 2015                                    | Chevrolet                     | Chevrolet                     | Porsche                       |
| IMSA WeatherTech SportsCar Championship |                               |                               |                               |
| Jahr                                    | P                             | GTLM                          | GTD                           |
| 2016                                    | Honda                         | Chevrolet                     | Audi                          |
| 2017                                    | Cadillac                      | Ford                          | Mercedes-AMG                  |
| 2018                                    | Cadillac                      | Ford                          | Mercedes-AMG                  |
| Jahr                                    | DPi                           | GTLM                          | GTD                           |
| 2019                                    | Cadillac                      | Ford                          | Mercedes-AMG                  |
| 2020                                    | Cadillac                      | BMW                           | Lamborghini                   |
| 2021                                    | Acura                         | Chevrolet                     | Porsche                       |
| Jahr                                    | DPi                           | GTD Pro                       | GTD                           |
| 2022                                    | Acura                         | Porsche                       | McLaren                       |

## WeatherTech Sprint Cup (WTSC)
Der WeatherTech Sprint Cup (WTSC) wurde 2019 eingeführt um die Kosten für Teilnehmer der GTD Klasse zu senken. Ziel dieser neuen Wertung ist es eine größere Anzahl an GTD-Fahrzeugen bei den kürzeren IMSA Rennen zu erreichen.

### Meister

#### Fahrer und Teams
| Jahr | GTD Fahrer                   | GTD Team                                   |
| ---- | ---------------------------- | ------------------------------------------ |
| 2019 | Zacharie Robichon            | #86 Meyer-Shank Racing with Curb Agajanian |
| 2020 | Aaron Telitz Jack Hawksworth | #14 AIM Vasser-Sullivan                    |
| 2021 | Roman De Angelis Ross Gunn   | #23 Heart of Racing Team                   |
| 2022 | Bryan Sellers Madison Snow   | #1 Paul Miller Racing                      |

#### Hersteller
| Jahr | GTD Hersteller |
| ---- | -------------- |
| 2019 | Porsche        |
| 2020 | Lexus          |
| 2021 | Lamborghini    |
| 2022 | BMW            |